# Discodiaspis salicorniae
Discodiaspis salicorniae är en insektsart som först beskrevs av Gómez-menor Ortega 1928.  Discodiaspis salicorniae ingår i släktet Discodiaspis och familjen pansarsköldlöss. Inga underarter finns listade i Catalogue of Life.